# 희당 (신)
희당(姬黨, ? ~ 13년)은 전한 말기 ~ 신나라의 제후로, 주나라 왕실의 후손이다.

## 생애
영시 2년(기원전 15년), 아버지 희세의 뒤를 이어 주승휴후(周承休侯)에 봉해졌다.
수화 원년(기원전 8년)에 공으로 승격되고 사방 100리를 봉토로 받았으며, 원시 4년(4년)에 정공(鄭公)으로 옮겨졌다. 신나라 건국 후에는 장모공(章牟公) 또는 장평공(章平公)으로 옮겨졌다. 아들 희상이 작위를 이었다.

## 출전
- 반고, 《한서》
  - 권10 성제기
  - 권12 평제기
  - 권18 외척은택후표
  - 권99중 왕망전 中